# Паметник костница на Ботеви четници
Вижте пояснителната страница за други значения на Паметник костница.
Паметникът костница на Ботеви четници е мемориална костница в село Скравена, община Ботевград.
В нея се съхраняват черепите на 10 Ботеви четници от групата на Георги Апостолов, намерили смъртта си при разгрома на четата в Рашов дол край Ритлите, на 2 юни 1876 година (21 май по стар стил).
На следващия ден цялото население на Скравена е изкарано да види шествието на башибозука, носещ забити на колове главите на четниците. Селските първенци Георги Стаменов и Петко Студенковски успяват да откупят главите и още същата вечер жените от селото ги измиват, увиват в домашно платно и погребват в двора на църквата. На 3 юни 1930 година, по предложение на свещеник Георги Попдимитров, тленните останки са извадени и изложени в специална витрина в църквата.
Паметникът костница е открит на 18 май 1982 г. на церемония по пренасяне на съхранените от местното население черепи на десетте Ботеви четници от църквата „Св. безсребреници Козма и Дамян“ в селото.
През 1982 година са преместени в специално изградената костница по проект на архитектката Росица Грънчарова, скулпторката Стефана Бояджиева и художника Божидар Овчаров. Изследваните и консервирани черепи от колектив с научен ръководител д-р Ек. Захариева са поставени в специални стъклени саркофази. Сред тях е идентифициран Георги Апостолов – секретар на щаба на Ботевата чета, роден в Стара Загора.. В костницата е изваяна скулптурата „Майчина болка“. Релефните изображения върху външната лицева страна на паметника символизират преклонението и почитта на местното население към загиналите за свободата на България синове.
Костницата е в списъка на Стоте национални туристически обекта с № 82. Ключът за костницата и печатът се намират в информационния център в Народно читалище „19 февруари 1906“.

## Ботевите поклонения
Поклоненията в село Скравена започват веднага след Освобождението. На гроба на Ботевите четници в черковния двор всяка година на 3 юни свещеник Димитър Николов, а по-късно и синът му Георги Попдимитров, извършвали панихида в памет на загиналите четници. През 1882 г. на гроба е поставен каменен кръст с надпис, за който може да се смята, че е един от първите паметни знаци, свързани с Ботевата чета: „Построено в 1882 г. в памят на о бозе починалите 10 глави на Ботевата дружина, пренесени от Ритлите, Врачанското землище.“ По инициатива на Георги Попдимитров на 3 юни 1930 г. черепите на Ботевите четници са извадени с идеята за построяването на Мавзолей костница за тях, но инициативата не била реализирана. Черепите се съхранявали няколко десетилетия в черквата в дървен шкаф витрина, който всяка година се изнасяли и на мегдана се провеждали поклонения. В средата на 1930-те години отбелязването на събитието се е провеждало в два дни – на 2 и на 3 юни, като заедно с паметта на Ботевите четници, се почитали и загиналите скравенци във войните. Пред саркофага с останките на Ботевите четници стояли на почетна стража ученици и военни от 16-и Ловчански полк, които ежегодно вземали участие в поклоненията. По същото време започва и провеждането на заря-проверка в Скравена, традицията на която продължава и до днес. Ботевите поклонения в Скравена се провеждат се на 2 юни и включват: исторически четения, художествения програми, изложби, конкурси, панихида, шествие с венец на славата и заря-проверка – кулминация на деня за преклонение пред подвига и саможертвата на героите на България.
- Снимки от Ботевите поклонения в Скравена

## Галерия
- Снимки на Костницата
- Паметникът на Георги Апостолов до костницата
- Скулптурното пано и витрината с тленните останки
- Черепите на въстаниците, изложени в специална витрина
- Черепът на Георги Апостолов – единственият идентифициран